# Филипп (сын Менелая)
Филипп (др.-греч. Φιλιππoς; IV век до н. э.) — македонский военачальник, участник Восточного похода Александра Македонского. Во время битвы при Гранике командовал «союзной» пелопоннеской конницей, а при Иссе и Гавгамелах — одним из наиболее боеспособных отрядов в войске Александра — фессалийской конницей. Последнее упоминание о нём относится к 330 году до н. э.

## Биография
Впервые Филипп в античных источниках упомянут у Арриана при описании битвы при Гранике 334 года до н. э. Во время сражения он руководил «союзной» пелопоннеской конницей, которая состояла из 600 всадников, на левом фланге. Вскоре он был переведён на должность гиппарха фессалийской конницы. Событие, предположительно, произошло зимой 334/333 года до н. э., когда прежний предводитель фессалийских всадников Александр Линкестиец был арестован по обвинению в заговоре. Новым командиром «союзного» контингента конницы и, соответственно, сменщиком Филиппа стал Эригий.
Согласно Плутарху, фессалийские всадники особо отличились во время битвы при Иссе 333 года до н. э. Также они находились в отряде под общим командованием Пармениона, который после разгрома персидского войска захватил в Дамаске царские сокровища и семью Дария III. Античный историк писал, что Александр намеренно отправил фессалийских всадников в Дамаск, чтобы дать им возможность обогатиться и, таким образом, отблагодарить их за проявленную храбрость во время битвы. Боевые качества фессалийской конницы также отмечал Диодор Сицилийский. Он утверждал, что «мужеством и искусным маневрированием они значительно превосходили остальных».
Канадский историк В. Хеккель предположил, что Александр в 332/331 году до н. э. оставил союзническую и фессалийскую конницы под командованием Эригия и Филиппа в Келесирии. Пока македонский царь захватывал Египет, им было поручено командовать войсками в Келесирии при македонском правителе Меноне.
Через некоторое время Филипп вновь присоединился к основному войску Александра и в 331 году до н. э. участвовал в битве при Гавгамелах во главе фессалийской конницы на левом фланге, численность которой могла составлять две тысячи всадников.
Вскоре после битвы при Гавгамелах, находясь в Экбатане в 330 году до н. э., Александр распустил отряд фессалийских всадников. Они могли либо вернуться на родину, либо уже в качестве наёмников продолжить своё участие в походе. Филипп был назначен командиром всей наёмной конницы вместо Менида, который остался в Мидии с Парменионом. Согласно Квинту Курцию Руфу, в её состав вступили лишь 130 фессалийских всадников. Античные источники упоминают Филиппа, когда тот прибыл к основному войску в Арию во главе наёмной конницы. На тот момент Филипп руководил всей наёмной конницей в македонском войске, которая включала как греческих всадников, в число которых также входили фессалийцы, так и местных жителей Азии, которыми до этого командовал Андромах, сын Гиерона. Однако Филипп недолго занимал эту должность. В 329 году до н. э. наёмной конницей уже руководил Каран.
Дальнейшая судьба Филиппа достоверно неизвестна. «Филипп, сын Менелая» более в античных источниках не встречается. Имя Филипп, однако, было достаточно широко распространено в македонском ономастиконе. Возможно, Филипп-военачальник фессалийской конницы идентичен Филиппу, сатрапу Бактрии, Согдианы и Парфии, который погиб в ходе войн диадохов за передел Македонской империи после смерти Александра между его военачальниками в 318 году до н. э. Возможно, после смерти Александра Филипп перешёл на службу к Антигону и был советником его наследника Деметрия Полиоркета.

### Исследования
- Нефёдкин А. К. Конница эпохи эллинизма. — СПб.: Издательство РГПУ им. А. И. Герцена, 2019. — 784 с. — (Historia Militaris). — ISBN 978-5-8064-2707-7.
- Berve H. Das Alexanderreich auf prosopographischer Grundlage (нем.). — München: C. H. Beck`sche Verlagsbuchhandlung, 1926. — Vol. 2.
- Heckel W. Alexander’s Marshals. A study of the Makedonian aristocracy and the politics of military leadership (англ.). — 2nd. — London; New York: Routledge, 2016. — ISBN 978-1-138-93469-6.
- Heckel W. Who's Who in the Age of Alexander and his Successors. From Chaironea to Ipsos (338—301 BC) (англ.). — Barnsley: Greenhill Books, 2021. — 554 p. — ISBN 978-1-78438-648-1.
- Wheatley P. Problems in analysing source documents in Ancient History: the case of Philip, adviser to Demetrius Poliorcetes, 314-312 B.C., and IG ii2 561 (англ.) // Limina. — 1997. — Vol. 3. — P. 61—70.